# Tapetum lucidum

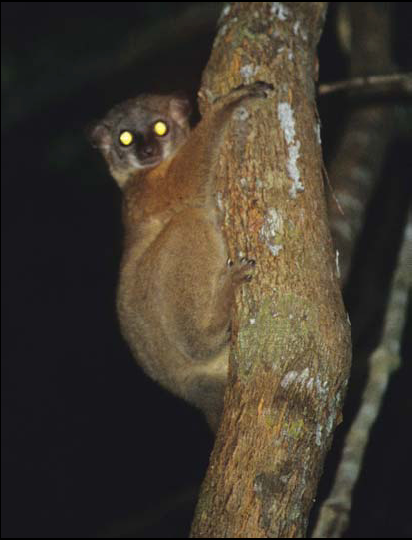
Brilho causado pelo flash da máquina fotográfica em um Lepilemuridae.

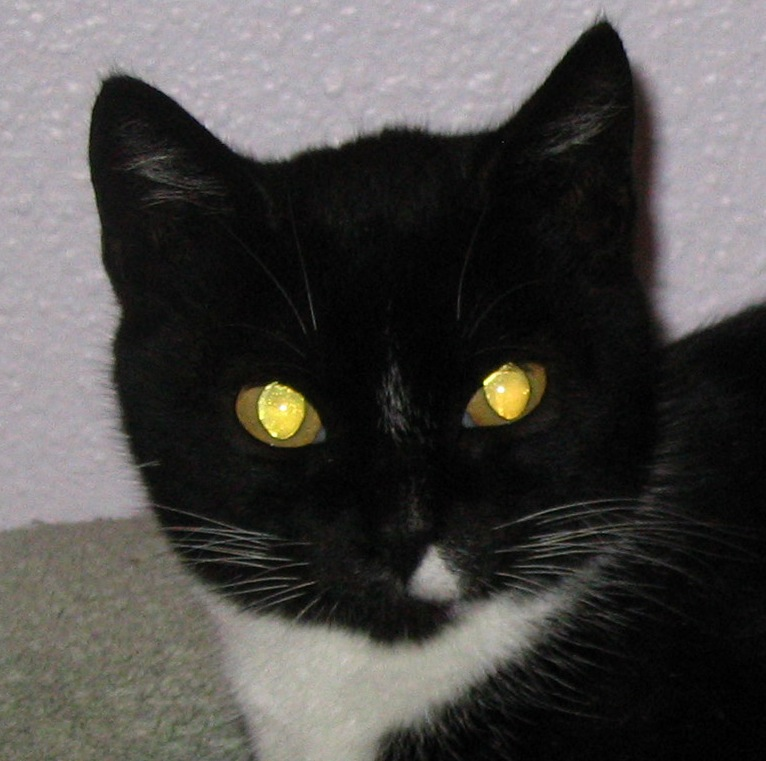
Mesmo efeito causado em um gato.

O tapetum lucidum (latim: tapete brilhante) é a membrana posicionada dentro do globo ocular (fundo do olho) de certos animais vertebrados capaz de refletir a luz que entra nos olhos e melhorar a visão do animal em condições de baixa luminosidade. Essa membrana, situada imediatamente atrás da retina, é um retrorefletor; reflete a luz visível através da retina, aumentando a luz disponível para os fotorreceptores. O tapetum lucidum contribui para a visão noturna superior de alguns animais.
Essa camada de células reflexivas é a responsável pelo brilho dos olhos de alguns animais, como gatos e cães, refletidos na luz no escuro.
O tapetum lucidum geralmente não está presente nos animais cuja visão é predominantemente diurna. O olho humano não possui, nem a maioria dos primatas, pássaros, porcos e esquilos. Por outro lado, é encontrado no olho de animais carnívoros, como gatos, que caçam à noite e necessitam de uma boa visão em condições de pouca luz. Também está presente em cães, morcegos, cavalos, cetáceos, crocodilos, bovídeos e peixes siluriformes.